# سنترال رمسيس
سنترال رمسيس هو مبنى اتصالات موجود في القاهرة، وهو يعد مركزًا رئيسيًا للإنترنت في مصر، يقع في شارع رمسيس 26. ويعد المركز الرئيسي لتشغيل الإنترنت في أغلب المدن والمحافظات المصرية.

## التاريخ
تم إفتتاح أول مقر للهواتف في "رمسيس" في شهر مايو  1927 على يد الملك فؤاد الأول، وكان يعرف آنذاك "دار التليفونات الجديدة"، بعد ذلك أجرى الملك فؤاد الأول أول مكالمة رسمية باستخدام هاتف من ماركة  " إريكسون" صنع خصيصًا في السويد. 
مع قيام الجمهورية المصرية وازدياد الطلب على خدمات الاتصالات، تقرر إنشاء سنترال رمسيس الجديد بنفس الموقع.
يُعد السنترال مركز الاتصالات الرئيسي لشركة المصرية للاتصالات ،

## انقطاع الإنترنت في مصر عام 2011
تشير تقارير متعلقة بـ انقطاع الإنترنت في مصر عام 2011 إلى أن مبنى رمسيس كان هو الموقع الذي نُفِّذ فيه الانقطاع، من خلال إيقاف تشغيل أجزاء من المركز. يقع مبنى تبادل رمسيس بالقرب من وسط مدينة القاهرة، ويُعد مركز الاتصالات الرئيسي للشركة المصرية للاتصالات، حيث يمر من خلاله كل من حركة الاتصالات المحلية، كما يعمل كنقطة الدخول الأساسية لدوائر الألياف البصرية البحرية الدولية، والتي يتم نقلها من محطات الإنزال القريبة من مدينة الإسكندرية. ويضم مبنى تبادل رمسيس كذلك نقطة تبادل الإنترنت في القاهرة (CAIX)، والتي توفّر وصلات مباشرة بين جميع مزوّدي خدمات الإنترنت الرئيسيين داخل مصر. كما احتضن المبنى سابقًا نقطة تبادل الإنترنت الإقليمية في القاهرة (CRIX)، والتي كانت تُصنّف كأكبر نقطة تبادل إنترنت في شمال أفريقيا أو منطقة الشرق الأوسط.

## حريق يوليو 2025
اندلع حريق في السنترال في 7 يوليو 2025، مما أدى إلى قطع الإتصالات على أغلب المدن المصرية. تبين من المعاينة الأولية أن الحريق بدأ من الدور السابع في المبنى في المكاتب الإدارية. وتواجدت سيارات الإسعاف في موقع الحريق تحسبًا لأي إصابة بينما بدأت قوات الشرطة في إبعاد المواطنين وتنظيم حركة المرور.

### التعويضات
أعلنت الشركة المصرية للاتصالات، يوم الجمعة 11 يوليو 2025، عن تعويضات لعملائها بعد تأثر خدماتها بسبب الحريق الذي حدث. 
وقالت الشركة في بيان يوم الجمعة، إنها ستعوض عملاء الإنترنت الأرضي بـ 10 غيغابايت، وعملاء الهاتف بواحد غيغابايت مجانًا.